# Сліпун
Сліпун (Typhlops) — рід змій з родини Сліпунів. Налічує 120 видів.

## Опис
Дрібні хробакоподібні змії з дуже коротким товстим хвостом, що закінчується гострим шипиком. Будова тіла вказує на пристосованість до риття. Сильно редуковані очі проглядають з-під щільних рогових щитків у вигляді темних плям. У ряді випадків область очей взагалі зовні не виражена. Рот знаходиться на нижній поверхні голови. Морда помітно видається вперед. На голові розташовані потужні щитки. Тіло вкрито гладенькою округлої лускою. Черевна та спинна луска має однакові розміри. Череп щільний, компактний, з менш розвиненим кінетізмом, ніж у більш еволюційно просунутих змій. Передщелепні та верхньощелепні кістки не торкаються одна одної. Передщелепні, піднебіні та нижньощелепні кістки не несуть зубів. Верхньощелепні кістки мають кілька дрібних зубів на своєму задньонижньому кінці. Носові кістки широко з'єднані з лобовими й передлобною кістками. Надскронні кістки відсутні. Рудименти таза є у представників усіх видів, у деяких зберігаються й рудименти задніх кінцівок.

## Розповсюдження
Полюбляють лісові, степові місцевості, пустощі. Активні вночі. Живляться безхребетними.
Це яйцекладні змії. Самиці відкладають у середньому до 20 яєць.
Мешкають в Америці, Африці, Азії та південній Європі.

## Види
- Typhlops agoralionis
- Typhlops ahsanai
- Typhlops amoipira
- Typhlops anchaurus
- Typhlops andasibensis
- Typhlops annae
- Typhlops anousius
- Typhlops arator
- Typhlops arenarius
- Typhlops biminiensis
- Typhlops boettgeri
- Typhlops bothriorhynchus
- Typhlops brongersmianus
- Typhlops caecatus
- Typhlops calabresii
- Typhlops canlaonensis
- Typhlops capitulatus
- Typhlops cariei
- Typhlops castanotus
- Typhlops catapontus
- Typhlops caymanensis
- Typhlops collaris
- Typhlops comorensis
- Typhlops conradi
- Typhlops contorhinus
- Typhlops costaricensis
- Typhlops cuneirostris
- Typhlops decorsei
- Typhlops diardii
- Typhlops disparilis
- Typhlops domerguei
- Typhlops dominicanus
- Typhlops elegans
- Typhlops epactius
- Typhlops eperopeus
- Typhlops etheridgei
- Typhlops exiguus
- Typhlops filiformis
- Typhlops fletcheri
- Typhlops fuscus
- Typhlops giadinhensis
- Typhlops golyathi
- Typhlops gonavensis
- Typhlops granti
- Typhlops hectus
- Typhlops hypogius
- Typhlops hypomethes
- Typhlops hypsobothrius
- Typhlops jamaicensis
- Typhlops jerdoni
- Typhlops khoratensis
- Typhlops klemmeri
- Typhlops koekkoeki
- Typhlops koshunensis
- Typhlops kraali
- Typhlops lankaensis
- Typhlops lazelli
- Typhlops lehneri
- Typhlops leucomelas
- Typhlops leucostictus
- Typhlops longissimus
- Typhlops loveridgei
- Typhlops lumbricalis
- Typhlops luzonensis
- Typhlops madagascariensis
- Typhlops madgemintonae
- Typhlops malcolmi
- Typhlops manilae
- Typhlops manni
- Typhlops meszoelyi
- Typhlops microcephalus
- Typhlops microstomus
- Typhlops minuisquamus
- Typhlops monastus
- Typhlops monensis
- Typhlops mucronatus
- Typhlops muelleri
- Typhlops notorachius
- Typhlops oatesii
- Typhlops ocularis
- Typhlops oxyrhinus
- Typhlops pachyrhinus
- Typhlops pammeces
- Typhlops paucisquamus
- Typhlops perimychus
- Typhlops platycephalus
- Typhlops platyrhynchus
- Typhlops porrectus
- Typhlops proancylops
- Typhlops pusillus
- Typhlops rajeryi
- Typhlops reticulatus
- Typhlops reuteri
- Typhlops richardi
- Typhlops rostellatus
- Typhlops roxaneae
- Typhlops ruber
- Typhlops ruficaudus
- Typhlops satelles
- Typhlops schmutzi
- Typhlops schwartzi
- Typhlops siamensis
- Typhlops socotranus
- Typhlops stadelmani
- Typhlops sulcatus
- Typhlops sylleptor
- Typhlops syntherus
- Typhlops tasymicris
- Typhlops tenebrarum
- Typhlops tenuicollis
- Typhlops tenuis
- Typhlops tetrathyreus
- Typhlops thurstoni
- Typhlops titanops
- Typhlops trangensis
- Typhlops trinitatus
- Typhlops tycherus
- Typhlops veddae
- Typhlops vermicularis
- Typhlops violaceus
- Typhlops wilsoni
- Typhlops yonenagae
- Typhlops zenkeri